# Cheiracanthium crucigerum
Cheiracanthium crucigerum là một loài nhện trong họ Miturgidae.
Loài này thuộc chi Cheiracanthium. Cheiracanthium crucigerum được William Joseph Rainbow miêu tả năm 1920.